# Briesnitz
Briesnitz – osiedle miasta Drezna w Saksonii. Leży w zachodniej części miasta.
Najstarsza wzmianka o słowiańskiej osadzie Bresnice pochodzi z 1071. W 1834 miejscowość zamieszkiwały 224 osoby, a w 1890 już 1307 osób. W 1871 wieś znalazła się w granicach Niemiec, a w 1921 włączono ją w granice Drezna.
Głównym zabytkiem osiedla jest kościół, sięgający XIII w., przebudowany w stylu renesansowym po 1602 i neogotyckim w latach 1881–1882.
Briesnitz sąsiaduje z osiedlami Kaditz, Cotta, Leutewitz, Omsewitz, Mobschatz, Kemnitz.